# 杰赫拉

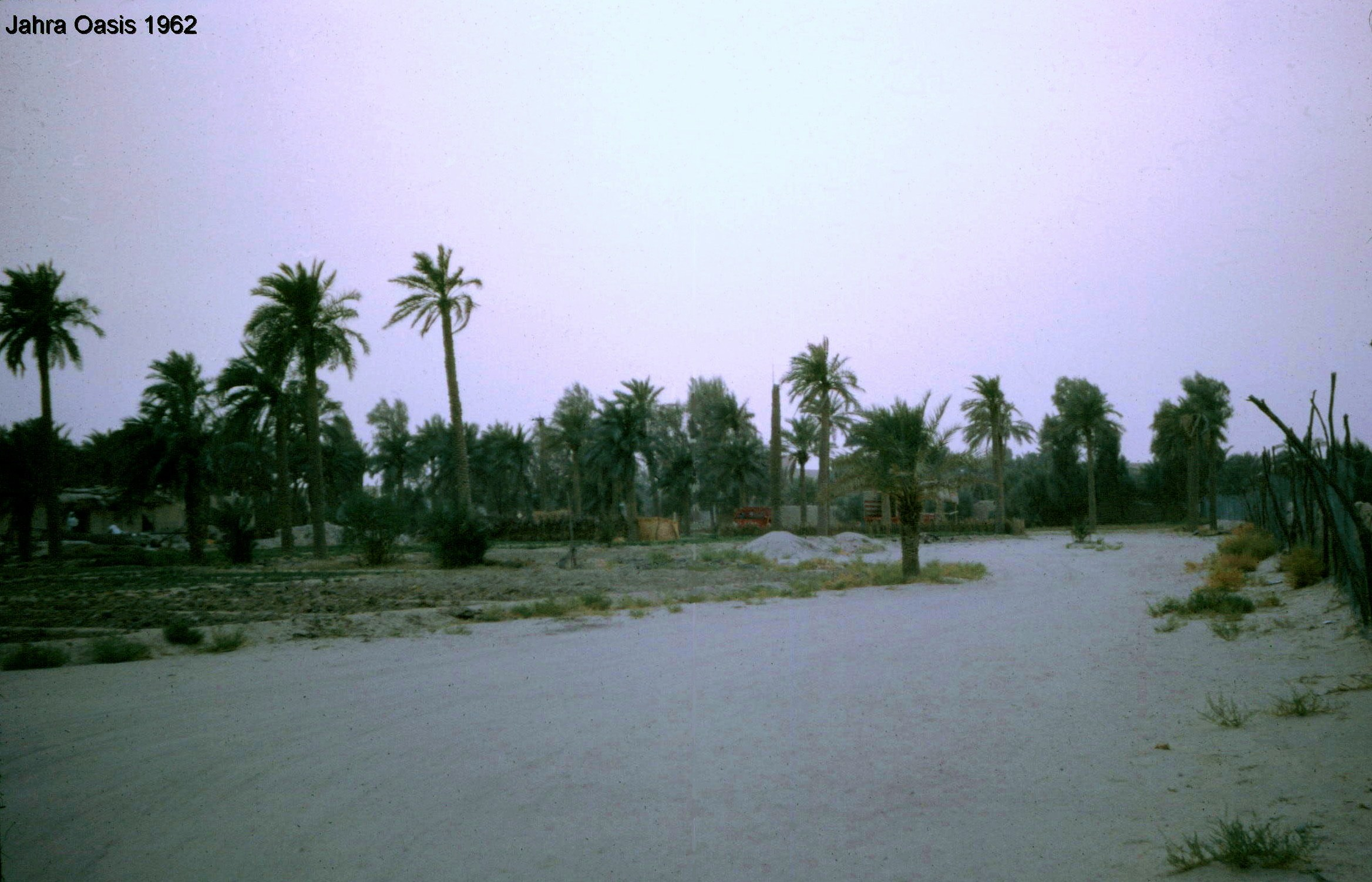
杰赫拉绿洲

杰赫拉（الجهراء‎）是科威特的第二大城市，也是杰赫拉省和杰赫拉区的首府，位于科威特市以西32公里。2014年人口393,432人。该地的主要足球队为杰赫拉运动俱乐部。